# Snídaně veslařů
Snídaně veslařů (francouzsky Le Déjeuner des canotiers) je olejomalba francouzského malíře Augusta Renoira znázorňující osoby z malířova okruhu snídající na terase podniku Maison Fournaise v Chatou. Renoir obraz vytvořil roku 1880, signoval 1881 a poprvé vystavil na sedmé výstavě impresionistických malířů v Paříži roku 1882. Obraz má rozměry 130 × 173 cm a je vystaven ve washingtonském muzeu Philipps Collection.
Stále existující výletní hostinec Maison Fournaise je přímo u řeky Seiny, kterou lze rozeznat v pozadí obrazu. Malba patří k umělcovým hlavním dílům a způsobem malby a barevností je typickým příkladem impresionistického umění.